# Rhodocollybia
Rhodocollybia es un género de hongos en la familia Marasmiaceae. Algunas especies de este género anteriormente estaban clasificadas como un subgénero en Collybia, poseen sombreros relativamente grandes (por lo general de más de 5 cm de diámetro), y tienen una esporada rosácea. A nivel microscópico se caracterizan porque sus esporas y basidios que son dextrinoides; produciendo intensas coloraciones rojizas a rojo amarronadas con el reactivo de Melzer cuando se las testea por amiloididad. Las especies de Rhodocollybia son propias de regiones templadas de América del Norte y Europa, y rara vez en América Central y del Sur.

## Hábitat y distribución
Las especies Rhodocollybia crecen dispersas o en grupos en el suelo del bosque o en maderas en avanzado estado de descomposición, en bosques de coníferas. Las especies de Rhodocollybia se encuentran en diversas partes de los Estados Unidos, incluido Maine, Hawái, y en California en bosques de coníferas entre la agujas o madera podrida. Las especies de este género también se encuentran en países europeos tales como Polonia y la República Checa. En un trabajo de 1989 el micólogo Roy Halling mencionó tres especies neotropicales: R. turpis de Colombia y Costa Rica, C. popayanica de Colombia, y C. sleumeri de Ecuador.

## Especies

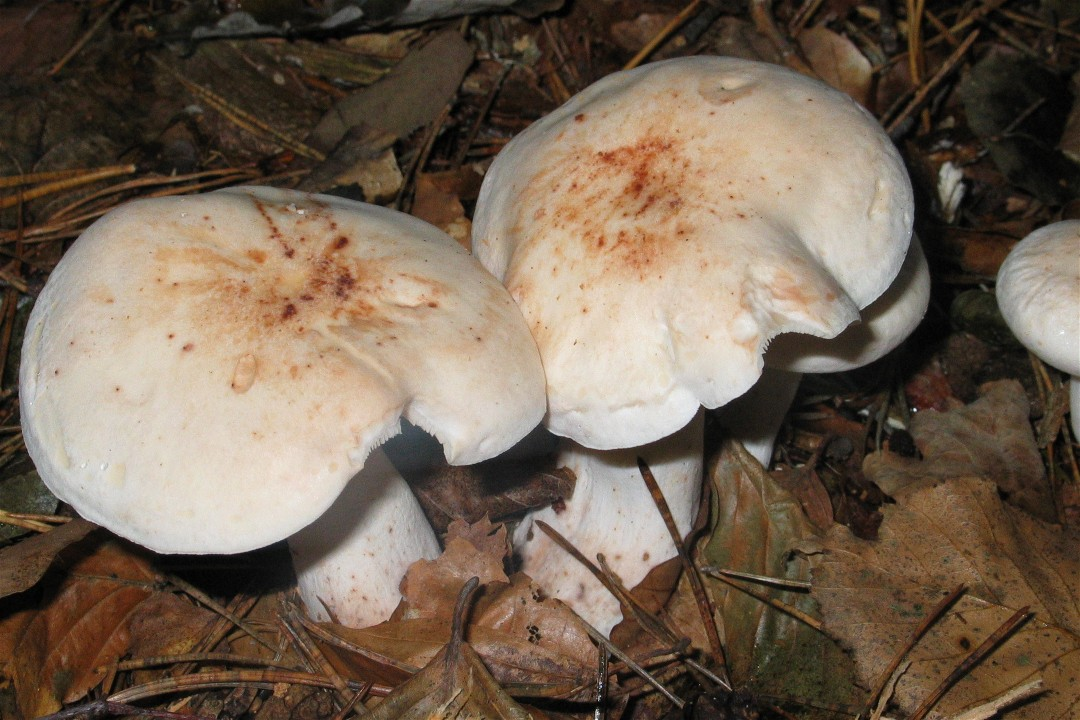
R. maculata

- Rhodocollybia amica[5]
- Rhodocollybia antioquiana[5]
- Rhodocollybia badiialba
- Rhodocollybia butyracea
- Rhodocollybia distorta
- Rhodocollybia dotae[5]
- Rhodocollybia extuberans
- Rhodocollybia filamentosa
- Rhodocollybia fodiens
- Rhodocollybia fusipes (= Gymnopus fusipes)
- Rhodocollybia giselae [6]
- Rhodocollybia incarnata[7]
- Rhodocollybia laulaha
- Rhodocollybia lentinoides
- Rhodocollybia lignitilis[5]
- Rhodocollybia longispora
- Rhodocollybia maculata
- Rhodocollybia meridana
- Rhodocollybia monticola[5]
- Rhodocollybia oregonensis
- Rhodocollybia pandipes[5]
- Rhodocollybia popayanica[4]
- Rhodocollybia prolixa
- Rhodocollybia sleumeri[4]
- Rhodocollybia spissa
- Rhodocollybia stenosperma
- Rhodocollybia subnigra
- Rhodocollybia subsulcatipes
- Rhodocollybia tablensis[5]
- Rhodocollybia turpis en Colombia.[4]
- Rhodocollybia unakensis